# روديلو
روديلو هي بلدية في مقاطعة كونيو في منطقة بيدمونت الإيطالية تقع على بعد نحو 60 كيلومتر (37 ميل) جنوب شرق تورينو ونحو 50 كيلومتر (31 ميل) شمال شرق كونيو.
تقع روديلو على حدود البلديات التالية: ألباريتو ديلا توري وبينيفيلو وديانو دالبا وليكيو بيريا و Montelupo Albese وسينيو.